# Henry Gray
Henry Gray (1827 Londýn – 13. června 1861 Londýn) byl anglický anatom, který se proslavil především svým anatomickým slovníkem zvaným Gray's Anatomy.
Roku 1842 začal pracovat v nemocnici sv. Jiří (St. George’s Hospital) v Londýně, která se tehdy nacházela ve čtvrti Belgrave (později byla přemístěna do Tootingu). V 25 letech byl zvolen členem Královské společnosti (1852). Roku 1858 vydal svůj slavný slovník s plným názvem Henry Gray's Anatomy of the Human Body. Měl 750 stran a 363 ilustrací, na jejichž kvalitě měl značný podíl Henry Vandyke Carter, bývalý demonstrátor ze St. George’s Hospital, který Grayovi dělal základní výkresy, jež pak Gray převáděl do formy rytin. Právě vynikající ilustrace zapříčinily mimořádnou popularitu slovníku. Úspěch publikace Grayovi zajistil u sv. Jiří nejprve post demonstrátora, posléze kurátora zdejšího muzea a nakonec i učitele anatomie. Sám Gray se podílel ještě na druhém vydání v roce 1860.
Zemřel krátce poté, ve věku 34 let, na pravé neštovice, kterými se nakazil od svého umírajícího synovce, když studoval anatomické důsledky infekčních onemocnění. Synovec se z neštovic nakonec zotavil. Gray na neštovice zemřel, ačkoli byl v mládí očkován jednou z prvních forem vakcíny proti nim.